# 진천시외버스터미널
진천시외버스터미널은 충청북도 진천군 진천읍 중앙북1길 3번지 (벽암리 569번지)에 위치한 대한민국의 시외버스터미널이다.
2층 건물로 구성되어 있으며 각종 편의시설들이 들어와 있다. 터미널에는 13개 플랫폼이 있는데 이중 4곳 정도는 관내 농어촌버스 및 청주행 시내버스 정차장으로 이용되고 있으며, 그 외는 시외버스 정차장으로 이용되고 있다.
1999년 5월 17일 여객자동차 터미널 공사 시행인가를 받고, 5월 19일 여객자동차 터미널 공사 기공식이 있었다. 12월 7일 건물 사용 승인을 받았으며, 12월 23일 여객자동차 터미널 공사 이전 및 준공식을 가졌다.

## 운행 노선
운행 노선은 경일여객자동차, 음성교통, 진천여객 등의 회사들이 운영하는 노선이 반 이상을 차지하며, 서울 방면 시외버스 노선은 주로 경일여객자동차가 담당하고 있다.

### 시외버스
| 방면        | 행선지 |
| ----------- | --- |
| 수도권 방면 | 동서울, 남서울, 백암, 부천, 비산동, 서수원, 수원, 안산, 안양, 양지, 인천, 장호원, 죽산, 호계동,죽전,                   |
| 충청권 방면 | 광혜원, 대소, 동대전, 덕산, 동면, 무극, 문백, 병천, 사석, 삼성, 생극, 음성, 이월, 주덕, 천안, 청주, 충북혁신도시, 충주 |

### 시군내버스
-진천군
음성교통과 공동배차중이다.
-천안시
병천면으로 가는 버스가 대부분이 오지만, 진천군의 농어촌버스는 입장면으로 간다.
-음성군
진천여객과 공동배차중이다.